# Hensall
Hensall – wieś w Anglii, w hrabstwie North Yorkshire, w dystrykcie (unitary authority) North Yorkshire. Leży 29 km na południe od miasta York i 253 km na północ od Londynu.